# Лицей
Лице́й (через нем. Lyzeum, фр. lycee, лат. lyceum, от др.-греч. Λύκειον) — один из типов учебных заведений.
1) Среднее общеобразовательное учебное заведение в ряде стран Западной Европы, Латинской Америки, Африки.
2) В Российской империи до революции 1917 года — привилегированное среднее или высшее учебное заведение, предназначавшееся главным образом для подготовки чиновников.
3) Наименование некоторых средних общеобразовательных и профессиональных учебных заведений в РФ, работающих (с 1988/89 учебного года) по своим учебным программам.

## Этимология
Слово «лицей» пришло в русский язык через немецкий, в немецкий из латыни, а в латинский из древнегреческого. Λύκειον — это название одного из гимнасиев за восточной окраиной Афин (в нём были учителями Сократ и Аристотель), который стал называться так по имени соседнего храма Аполлона Ликийского (Ἀπόλλων Λύκειος). Слово Λύκειος (Ликейский) — это эпитет бога Аполлона и переводится как «Истребитель волков» (λύκος — «волк»).

## История
- В XVIII—XIX веках (до 1917) — вид среднего и высшего учебного заведения,
- В конце XX—XXI веках — среднее учебное заведение, главная задача которого — специализированная подготовка старшеклассников к поступлению в вузы.

### Лицеи во Франции
См. Лицеи во Франции.

### Лицеи в Российской империи
В Российской империи «лицеями» назывались привилегированные учебные заведения со сроком обучения от 6 до 11 лет, охватывавшие программу обучения средней и высшей школы. Они предназначались главным образом для подготовки государственных чиновников.

Понимание лицея в Российской империи хорошо отражает его определение в «Словаре живого великорусского языка» В. И. Даля: 
«Высшее учебное заведение, то равное университетам и академиям, то ниже или даже выше их, но не разделяемое на факультеты; общее высшее училище».
Всего в Российской империи существовало 7 лицеев (в скобках указаны годы существования учебных заведений в качестве лицеев):
1. Рижский Императорский лицей (Kaiserliches Lyceum zu Riga, 1733—1802) (до 1710 — Карлов лицей).
2. Императорский Царскосельский лицей (1810—1918) (с 1843 — Императорский Александровский лицей).
3. Ришельевский лицей (1817—1862).
4. Волынский (Кременецкий) лицей (1819—1833).
5. Нежинский юридический лицей (1832—1875).
6. Демидовский юридический лицей (1833—1919).
7. Лицей в память цесаревича Николая (Катковский лицей) (1868—1918)[5].

## Настоящее время
В настоящее время в СНГ некоторые школы получают звание «лицея», в результате существует множество «лицеев», с дореволюционными имеющих мало общего. Кроме того, «лицеями» иногда называются учреждения среднего профессионального образования (бывшие профессионально-технические училища).
Многие школы узкой специализации (юридические, медико-биологические, художественно-эстетические, информационно-технологические) также носят название «лицея». «Лицеями» именуется большая часть образовательных учреждений при университетах и академиях. Значительное число лицеев имеет физико-математическую специализацию.